# Efekt CNN
Efekt CNN (ang. CNN effect) – wpływ relacji medialnych transmitowanych w czasie rzeczywistym na działania dyplomatyczne i politykę zagraniczną państw. Efekt CNN jest pojęciem wykorzystywanym w odniesieniu do problematyki poparcia społeczeństw oraz decyzyjności rządów państw w przypadku konfliktów zbrojnych.
Pojęcie efektu CNN odnosiło się pierwotnie do jednego z największych na świecie całodobowych kanałów informacyjnych – Cable News Network (CNN). Zakłada, że jego rozwój miał zasadniczy wpływ na prowadzenie polityki zagranicznej państw w okresie zimnej wojny oraz w świecie pozimnowojennym. Jednym z pierwszych badaczy, który opisał to zjawisko, był Steven Livingston. W efekcie prowadzonych badań wyodrębnił trzy główne aspekty mieszczące się w szerokiej perspektywie efektu CNN:
1. określa zasady teorii porządku dziennego
2. może stanowić przeszkodę w osiągnięciu pożądanych celów politycznych
3. może stanowić czynnik przyspieszający podejmowanie decyzji politycznych[1]

Zmodyfikowaną definicję zjawiska podał w efekcie swoich badań Piers Robinson. Wykorzystując problematykę kryzysów doszedł do wniosku, że efekt CNN jest to wpływ przekazu medialnego (telewizji informacyjnych i gazet) opisującego kryzys humanitarny na politykę państw Zachodu względem tego kryzysu.
Efektem CNN nazywa się obecnie zjawiska wchodzące w skład szerokiej gamy zagadnień dotyczących przenikania świata mediów i polityki.